# Chris Lawrence
Chris Lawrence, britanski dirkač Formule 1, * 27. julij 1933, Ealing, London, Anglija, Združeno kraljestvo, † 13. avgust 2011.
V svoji karieri je nastopil le na dveh dirkah v sezoni 1966, domači Veliki nagradi Velike Britanije, kjer je zasedel enajsto mesto in Veliki nagradi Nemčije, kjer je odstopil.

## Popolni rezultati Formule 1
(legenda) (odebeljene dirke pomenijo najboljši štartni položaj, poševne pa najhitrejši krog, †-uvrščen kljub odstopu)
| Leto | Moštvo                      | Šasija     | Motor       | 1   | 2   | 3   | 4     | 5   | 6       | 7   | 8   | 9   | Prv | Toč |
| ---- | --------------------------- | ---------- | ----------- | --- | --- | --- | ----- | --- | ------- | --- | --- | --- | --- | --- |
| 1966 | J.A. Pearce Engineering Ltd | Cooper T73 | Ferrari V12 | MON | BEL | FRA | VB 11 | NIZ | NEM Ret | ITA | ZDA | MEH | -   | 0   |